# NGC 539
NGC 539 (również NGC 563 lub PGC 5269) – galaktyka spiralna z poprzeczką (SBc), znajdująca się w gwiazdozbiorze Wieloryba.
Odkrył ją Francis Leavenworth 31 października 1885 roku. Gdy obserwował ją po raz drugi w 1886 roku, błędnie określił jej pozycję i w rezultacie skatalogował ją po raz drugi jako nowo odkryty obiekt. John Dreyer, zestawiając swój New General Catalogue, błędu tego nie zauważył i skatalogował obie obserwacje Leavenwortha jako NGC 539 i NGC 563.
Do tej pory w galaktyce zaobserwowano jedną supernową:
- SN 2008gg, odkryta 9 października 2008 przez CR-TTS, osiągnęła jasność obserwowaną 16,3m.